# Heðin Mortensen
Heðin Mortensen (ur. 7 kwietnia 1946 w Trongisvágur) – farerski polityk, w latach 2005–2016 i 2021–2024 burmistrz miasta i gminy Tórshavn, stolicy archipelagu Wysp Owczych.

## Życie prywatne
Heðin Mortensen jest synem Ethel Mortensen (z d. Jespersen) oraz Martina Eliesara Mortensena. Oboje rodzice byli mieszkańcami Trongisvágur, gdzie 7 kwietnia 1946 Heðin Mortensen przyszedł na świat. Jest żonaty z Hjørdis Mortensen (z d. Egholm), której matka, Erika (z d. Justinussen) pochodziła z Leirvík, a ojciec, Alfred, z Tórshavn. Razem mają czwórkę dzieci - trzy córki: Elin, Ann oraz Guðrun, oraz jednego syna, Eirikura.

## Kariera polityczna
Heðin Mortensen z wykształcenia jest mechanikiem samochodowym. Później zaś stał się rzeczoznawcą oraz agentem ubezpieczeniowym.
Karierę polityczną Mortensen zaczął w roku 1972, kiedy dostał się do rady gminy Tórshavn, jako kandydat niezrzeszony. W latach 1988–2004 stał się członkiem unionistycznej partii Sambandsflokkurin. Później jednak przeniósł się do lewicowej Javnaðarflokkurin, która w 2005 zawarła koalicję z republikańskim Tjóðveldisflokkurin.
W latach 1980–1984 i 1997–2004 był zastępcą burmistrza Tórshavn. Pracował wtedy nad sprawami kulturowymi, socjalnymi oraz budownictwem. Był także członkiem rady nadzorczej, odpowiedzialnej za budowę narodowej elektrowni SEV. W latach 1998–2004 był posłem w lokalnym parlamencie - Løgtingu, jako reprezentant Sambandsflokkurin. W 2005 został burmistrzem Tórshavn, który sprawował do 2016 roku, a w 2021 powrócił do pełnienia tej funkcji.
W latach 1996–2003 Mortensen został przewodniczącym Związku Aktorów Tórshavn, jednak najbardziej znany jest ze swych dokonań dla sportu na Wyspach Owczych. Od 1973 do 1979 roku był przewodniczącym Havnar Róðrarfelag (Klubu Kajakowego Tórshavn), a później, do 2004, przewodniczącym Farerskiego Związku Sportu.
Heðin Mortensen jest kawalerem Orderu Dannebroga od roku 1991, a w 2003 zyskał tytuł kawalera I. stopnia. Nosi on także Krzyż Zasług Islandzkiego Związku Sportu (1996) oraz Farerskiego Związku Sportu (1999).